# Son frère
Son frère è un film del 2003 diretto da Patrice Chéreau.
Il soggetto è tratto dall'omonimo romanzo di Philippe Besson del 2001.

## Trama
Thomas e Luc sono due fratelli che abitano e lavorano a Parigi. Non si vedono spesso e sono molto diversi tra di loro: il primo, il maggiore, è un aitante dongiovanni e lavora come computer grafico, mentre il secondo, il minore, è un introverso omosessuale ed è un insegnante. Una sera, arriva all’improvviso Thomas nell’appartamento di suo fratello per annunciargli una brutta notizia: soffre di una terribile malattia al sangue, non mortale ma comunque irreversibile. Sembra che non ci sia nessuno al mondo a capire il pover uomo, né i genitori, stanchi e moralisti, né tantomeno Claire, la sua fidanzata, che decide di lasciarlo dopo poco tempo. Tuttavia, sarà Luc a prendersi cura di suo fratello fino alla fine, e così i due uomini decidono di tornare nella loro casa d’infanzia sull’Isola di Ré per trascorrere del tempo insieme. I due dovranno sopportare le conseguenze affettive ed esistenziali della malattia che degenera consumando giorno dopo giorno il corpo di Thomas e la sua dignità.